# Pagaronia grossa
Pagaronia grossa är en insektsart som beskrevs av Anufriev 1970. Pagaronia grossa ingår i släktet Pagaronia och familjen dvärgstritar. Inga underarter finns listade i Catalogue of Life.